# Burnum Burnum
Burnum Burnum (* 10. Januar 1936; † 18. August 1997) war ein australischer Aborigines-Aktivist, Schauspieler und Schriftsteller. Er wurde am Wallagasee, im südlichen Teil des Bundesstaates New South Wales, als Mitglied der Wurundjeri und Yorta Yorta geboren. Getauft unter dem Namen Harry Penrith, nannte er sich jedoch selbst nach seinem Urgroßvater Burnum Burnum, was „Großer Krieger“ bedeutet.
Im Alter von drei Monaten seiner Familie entrissen, verbrachte er viele Jahre in staatlichen Erziehungsanstalten, geführt durch das „Büro für Eingeborenenfürsorge“ des Bundesstaates New South Wales, insbesondere im Kinchela Boys’ Home in Kempsey. Burnum Burnum war einer der Opfer der „Stolen Generation“. Erst 2007 hat sich Premierminister Kevin Rudd, bei seiner ersten öffentlichen Ansprache, für die schreckliche Behandlung die die Aborigines erlitten haben, feierlich entschuldigt.
Nach dem Verlassen der Anstalt wurde Burnum Burnum als einer der ersten Aborigines durch das Landwirtschaftsamt von New South Wales angestellt und verblieb 13 Jahre lang im Amt.
Er war ein bekannter Sportler, unter anderem im Tennis und Schwimmen. Es wurde ihm in einem Buch über Sportler ein ganzes Kapitel gewidmet. Er war auch Mitglied der Rugby- und Cricket-Mannschaften von Parramatta City.
Ende der 1960er Jahre studierte Burnum Burnum Rechtswissenschaften an der Universität des Staates Tasmanien in Hobart. Während seiner Studienjahre führte er eine erfolgreiche Bewegung an, die die ordentliche Beerdigung der sterblichen Überreste von Truganini, ausgestellt im Tasmanischen Museum, forderte.

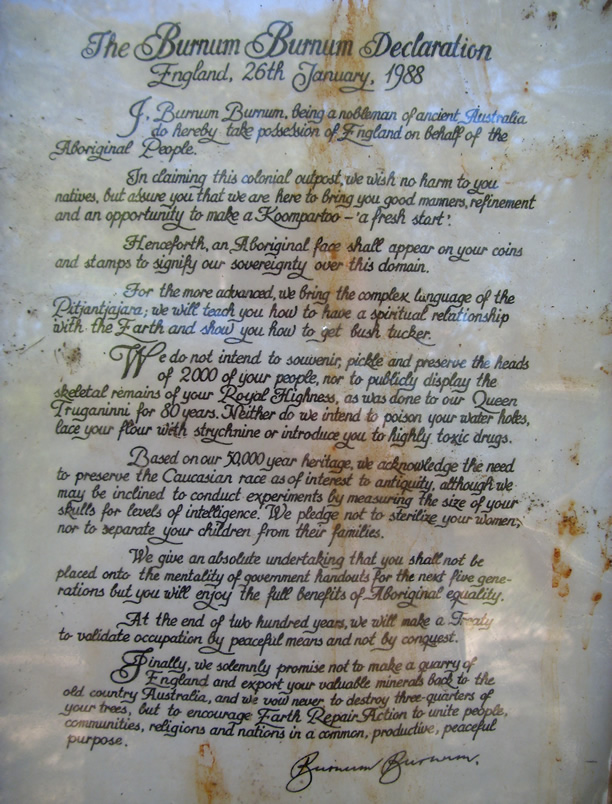
Die Burnum Burnum Declaration

Während der Feierlichkeiten anlässlich der 200-Jahre-Jubiläums Australiens hisste Burnum Burnum am 26. Januar 1988 die Fahne der Aborigines auf den Kreidefelsen von Dover an der Küste Großbritanniens. Dies war eine symbolische Antwort auf die britische Fahne, die 1788 von Arthur Phillip an der australischen Küste gehisst wurde.
Burnum Burnum trat als Schauspieler in drei Spielfilmen auf, zwei Thrillern sowie dem satirischen Film „Die Beuteltiere“, in dem er als Werwolf in der Gestalt eines Beutelwolfs auftrat. Weiterhin war er in dem Fernsehfilm Bony: Fahrt in den Tod und der daraus entstandenen Fernsehserie Bony und sein Kommissar zu sehen.
In seinen letzten Lebensjahren wohnte Burnum Burnum zusammen mit seiner Frau und seinem Sohn in Sydney. 1997 starb er unerwartet an Herzversagen.
Im Jahre 2005 wurde das Jannali Naturschutzgebiet nach Burnum Burnum umbenannt.

## Filmografie (Auswahl)
- 1987: Kreis der Angst (Ground Zero)
- 1990: Bony: Fahrt in den Tod (Fernsehfilm)
- 1992: Bony und sein Kommissar (Fernsehserie, 13 Episoden)